# Sucova sucova
Sucova sucova är en fjärilsart som beskrevs av William Schaus 1902. Sucova sucova ingår i släktet Sucova och familjen tjockhuvuden. Inga underarter finns listade i Catalogue of Life.